# Затяжний постріл (фільм)
Затяжний постріл (англ. Hangfire), також відомий як Навісний вогонь — американський трилер.

## Сюжет
Спочатку дія відбувається у в'язниці штату Нью-Мексико. Після аварії танкера починається виділення токсичного газу, що призводить до евакуації ув'язнених наглядачем. Внаслідок цього їм вдається втекти та захопити у полон дружину ветерана В'єтнамської війни Айка Слейтона Марію (Кім Делані) та все поселення у Нью-Мехіко. Сам Айк (Бред Девіс) заручається підтримкою свого старого армійського друга під час активного пошуку дружини, що потрапила у небезпеку, в той же час командувач Національної Гвардії очолює взвод солдатів, вирішивши або вбити, або схопити усіх втікачів, навіть якщо це призведе до загибелі заручників.

## У ролях
- Бред Девіс — шериф Айк Слейтон
- Кім Делані — Марія Монтойя Слейтон
- Кен Форі — Біллі
- Лі де Брукс — Катнер
- Ян-Майкл Вінсент — полковник Джонсон
- Джеймс Толкан — Патч
- Джордж Кеннеді — староста Е. Барлз
- Яфет Котто — лейтенант поліції
- Блейк Конуей — капітан
- Лайл Альзадо — Альберт
- Лу Ферріньйо — Смітті
- Пітер Лупус — сержант Конлан
- Грант Крамер — Снейк
- Ненсі Шустер — Ненсі